# Hemipenis

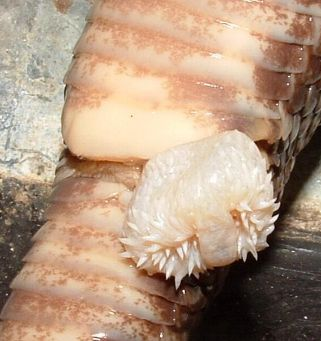
An everted hemipenis of a North American rattlesnake (Crotalus adamanteus).

L'hemipenis és un dels dos òrgans reproductors dels rèptils escamosos mascles(serps, llangardaixos, i amphisbaenia). Els hemipenis estan normalment dins del cos i afloren abans de la reproducció mitjançant teixits erèctils, de la mateixa manera que el penis dels mamífers. Només s'empra un hemipenis cada vegada, i se pensa que és possible que els mascles alternin el seu ús entre còpules. Els hemipenis tenen moltes formes diferents depenent de l'espècie, sovint presenten espines o ganxos per a subjectar a la femella. Algunes espècies tenen fins i tot hemipenis bífids, amb dues puntes.

## Referències

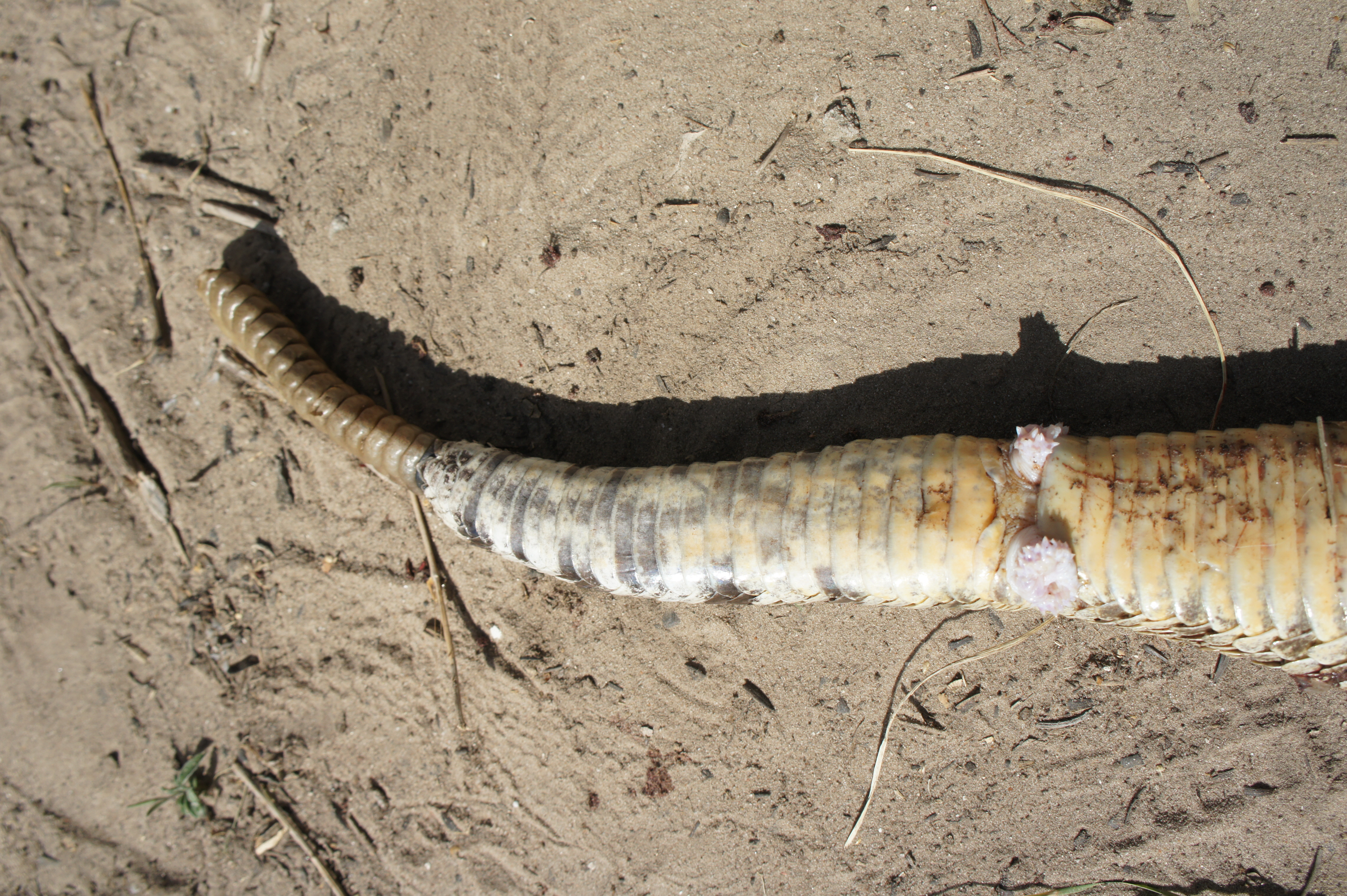
Hemipenes on the western diamondback rattlesnake (Crotalus atrox).